# Univerzális motor

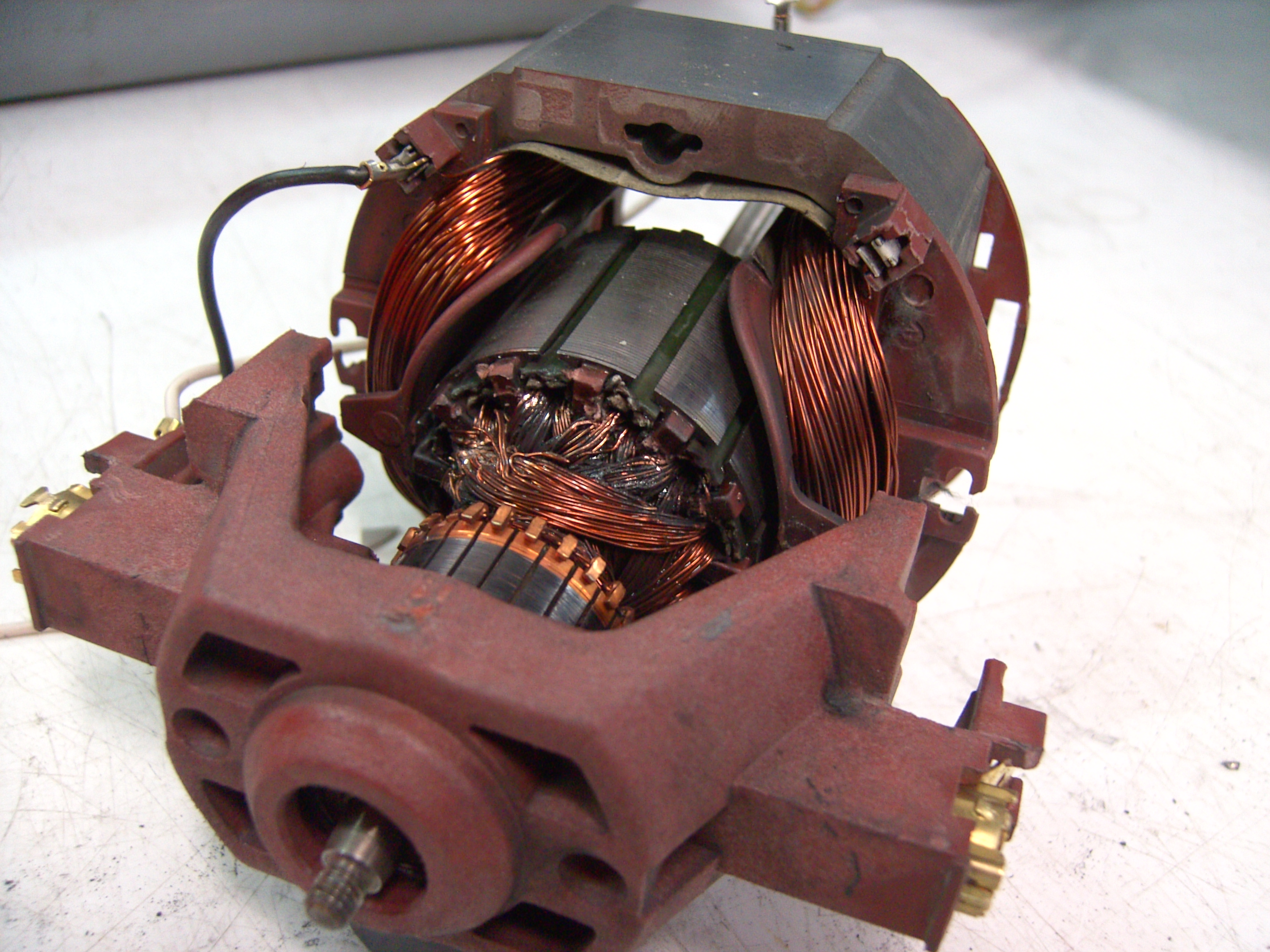
Egy univerzális motor

Az univerzális motor olyan villamos forgógép, amely képes egyenfeszültségről, és váltakozó feszültségről is egyaránt működni.
A szerkezete megegyezik a soros kapcsolású egyenáramú motor szerkezetével, emiatt ha a tápfeszültség pólusát megfordítjuk, az álló- és forgórészben is megfordul az áram iránya, így az erő ami forgatja a motort (-1)*(-1) = 1-szerese, vagyis azonos marad. 
Váltakozó áramú táplálás esetén a motor állórészének nem csak az ohmos ellenállását kell figyelembe venni, hanem annak az induktív ellenállását is. A vasúti vontatásnál többek között ezért vezették be a 16 2/3 (50/3) Hz táplálást. Az egyen- és váltakozó feszültségű táplálásra egyaránt méretezett motorok esetén feltüntetik a névleges egyen és váltakozó tápfeszültséget is.

## Jellemzői
Az univerzális motorokra jellemző a magas indítónyomaték és magas üresjárati fordulatszám (3000-20 000/min). Az univerzális motorok viszonylag kis méretű kompakt gépek. A fordulatszámuk a tápláló frekvencia által meghatározottnál jelentősen magasabb is lehet. 
A magas üzemi fordulatszám miatt a forgórész kiegyensúlyozása különösen fontos.

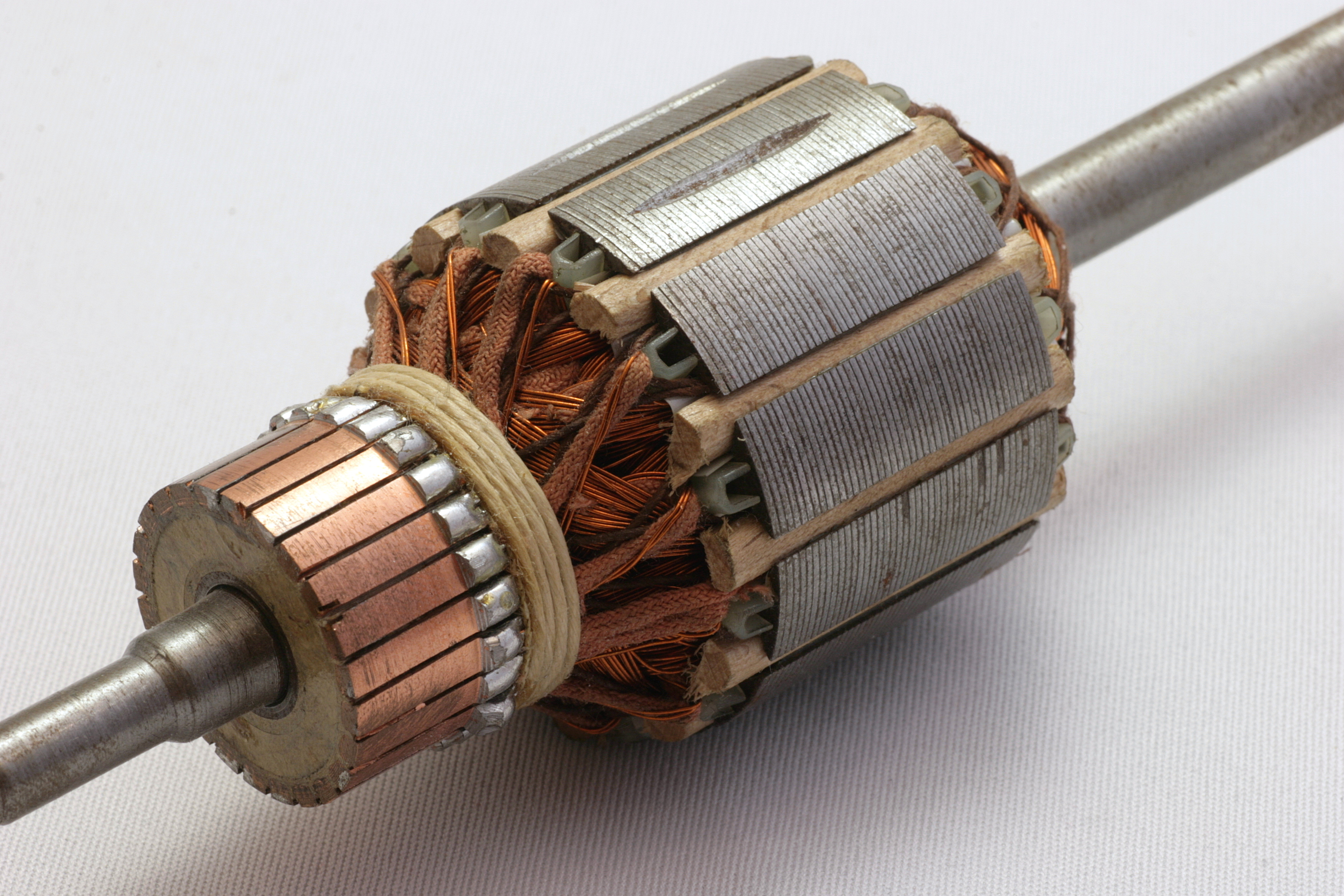
A forgórész

A legjelentősebb szerkezeti eltérés az egyenáramú géphez képest, hogy a váltakozó áramú táplálás miatt az állórészt is lemezelt kivitelben kell elkészíteni.
Univerzális motorokat gyakran használják háztartási gépekben (kávédaráló, porszívó, mosógép), kéziszerszámokban (fúrógépek, sarokcsiszolók, fűszegély nyírók), illetve vasúti vontatásban.
Az univerzális motorok fordulatszáma (a soros gerjesztésű egyenáramú motorokhoz hasonlóan) a terhelés növekedésének hatására csökken, ennek hatására a hálózati áramfelvétele nő, amelynek hatására az áram négyzetével arányosan növekszik a nyomatéka. Ha a motor tengelyét rögzítjük, akkor az átfolyó áramot az álló és a forgórész – a hálózat tápláló frekvenciájára számított – rezisztenciájának az összege határozza meg. Ebben az állapotban az áram és a nyomaték is nagyon nagy. Ha a gép nincs erre az állapotra méretezve akkor a nagy áram túlmelegedést, a nagy nyomaték törést okozhat.
Generátor üzemben értelemszerűen nem célszerű használni, mert a soros géphez hasonlóan a terhelő áram emelkedésével a kapocsfeszültség is emelkedik. Generátor üzemben véletlenszerű polaritással egyenfeszültséget szolgáltat.
Az univerzális motorokat tipikusan kétpólusú kivitelben készítik.
A kommutáció okozta zavarok miatt általában szükséges rádiófrekvenciás zavarszűrő beépítése.

## A hatásfok

Helyettesítő áramkör
R: Az állórész és a forgórész ohmos ellenállásának összege
X_{L}: Az álló és forgórész adott üzemállapotban mért induktivitása
U_{q}: A forgórészben indukált feszültség

Az univerzális gépek hatásfoka nem különösen magas. A kisebbeké 30% körüli, a nagyobbaké 70-75% körül alakul. A más villamos gépeknél megszokottaktól eltérően nem a leadott, hanem az univerzális motor felvett teljesítményét szokták megadni.

## A motor indítása
Az univerzális motor indítási árama és nyomatéka is jelentős. Az indítóáramot nagyobb teljesítményű motorok esetében a hálózat védelmében, illetve az indító nyomaték korlátozásának érdekében korlátozni kell. Ennek a korszerű megoldása az elektronikus lágyindító berendezés. Régebben soros ellenállásokkal korlátozták az indítóáramot, amelyeket a motor fordulatszámának emelkedésével párhuzamosan fokozatosan kiiktattak.

## A fordulatszám szabályozása
Az univerzális motorok fordulatszámát a kapocsfeszültség változtatásával folyamatosan, vagy (speciális állórész tekercselés esetén) az állórész tekercselés átkapcsolásával fokozatosan valósítható meg.